# Yokote
Yokote (japanska: 横手市?, Yokote-shi) är en japansk stad i prefekturen Akita på den norra delen av ön Honshu. Det är prefekturens befolkningsmässigt näst största stad. Yokote fick stadsrättigheter 1 april 1951, och staden utökades 1 oktober 2005 genom att slås samman med ytterligare sju närliggande kommuner.